# August Becker (SS-Obersturmführer)
August Becker, född 17 augusti 1900 i Staufenberg, död 31 december 1967, var en tysk SS-Obersturmführer och kemist vid Reichssicherheitshauptamt (RSHA), Tredje rikets säkerhetsministerium. Han var gasspecialist inom Aktion T4 och inspektör för de gasvagnar som användes i det av Tyskland ockuperade Sovjetunionen.

## Biografi
Becker studerade kemi och fysik vid Giessens universitet och avlade filosofie doktorsexamen år 1933. Från 1933 till 1935 var han assistent vid nämnda universitet.
Han blev medlem i Nationalsocialistiska tyska arbetarepartiet (NSDAP) 1930 och i Schutzstaffel (SS) året därpå. I maj 1935 anslöt sig Becker till SS-Standarte "Germania" inom SS-Verfügungstruppe (SS-VT) i Bad Arolsen och var där sysselsatt med militära frågor. Efter denna tjänstgöring förflyttades han år 1938 till Reichssicherheitshauptamt (RSHA) och dess avdelning (Amt) VI, SD-Ausland, det vill säga utrikes underrättelsetjänst. Becker fick bland annat i uppgift att kontrollera om det förekom osynligt bläck i skriftlig kommunikation.

### Fort VII
Den 1 september 1939 invaderade Tyskland sin östra granne Polen och andra världskriget bröt ut. Inom kort inrättades Fort VII (Konzentrationslager Posen) i Posen, vilket var det första koncentrationslägret på polsk mark. Fångarna utgjordes i huvudsak av personer inom intelligentian i Wielkopolska. I oktober 1939 företog Becker i Fort VII experiment med att gasa ihjäl fångar.

### Aktion T4
I december 1939 kommenderades Becker till Viktor Brack vid Führerkansliet och blev invigd i Aktion T4, Tredje rikets så kallade eutanasiprogram, inom vilket personer med psykiska och fysiska funktionshinder mördades. Becker fick i order att använda sig av kolmonoxidgas för att döda patienter. I januari 1940 genomfördes ett gasningsexperiment på anstalten i Brandenburg an der Havel. Becker hade tillsammans med SS-officeren Christian Wirth installerat en gaskammare på 3 x 5 meter, kamouflerad som ett duschrum. Närvarande vid experimentet var, förutom Becker och Wirth, bland andra Karl Brandt, Philipp Bouhler, Leonardo Conti, Viktor Brack och kemisten Albert Widmann. Omkring 15–20 manliga patienter stängdes in i gaskammaren och Widmann släppte på kolmonoxid från gascylindrar. Inom några minuter var samtliga patienter döda. Några av liken utvaldes för obduktion, medan de övriga omedelbart kremerades. Både Brack och Brandt uttryckte sin tillfredsställelse med gasningen.

### Gasvagnar
I oktober 1941 kom Becker ånyo till Reichssicherheitshauptamt och dess avdelning II D 3 a, som ansvarade för säkerhetspolisens (Sicherheitspolizei, Sipo) fordonspark. Tillsammans med avdelningschefen Friedrich Pradel och Walter Rauff deltog Becker i utvecklandet av gasvagnar, det vill säga mobila gaskammare. En gasvagn var ett fordon med ett lufttätt lastutrymme. De tilltänkta offren stängdes in i lastutrymmet, och fordonets avgaser, kolmonoxid, leddes in i detta med följd att offren kvävdes.
Becker fick även i uppdrag att inspektera de prototyper som transporterats till de mobila insatsgrupperna, Einsatzgruppen, i det av Tyskland ockuperade Sovjetunionen. Einsatzgruppen mördade bland annat judar, partisaner och romer genom arkebusering, men då denna metod innebar en avsevärd påfrestning för bödlarnas nerver beordrade Heinrich Himmler att en ny avrättningsmetod skulle introduceras i öst. Becker skulle försäkra sig om att avrättningarna i gasvagnarna förlöpte effektivt och förbättra eventuella tekniska funktioner. Becker inspekterade först gasvagnarna som användes av Einsatzgruppe A i Riga och därefter de vagnar som Einsatzgruppe D disponerade i södra Ukraina.
Under senare delen av andra världskriget var Becker verksam inom Zentralhandelsgesellschaft Ost, ett företag som specialiserade sig på jordbruksprodukter i de av Tyskland ockuperade territorierna i öst.

### Efter 1945
Efter andra världskrigets slut dömdes Becker till tre års arbetsläger för sitt medlemskap i SS. År 1959 drabbades han av stroke och lades in på ett vårdhem i Laubach. Samma år inledde åklagarämbetet i Stuttgart en förundersökning mot August Becker, Albert Widmann och Paul Werner om misstänkta krigsförbrytelser. Vid rättegången dömdes Becker till tio års fängelse men på grund av sin ohälsa släpptes han inom kort ur häktet.